# Onthophagus brachypterus
Onthophagus brachypterus är en skalbaggsart som beskrevs av Mario Zunino och Halffter 1997. Onthophagus brachypterus ingår i släktet Onthophagus och familjen bladhorningar. Inga underarter finns listade i Catalogue of Life.